# Australocyclops australis
Australocyclops australis – gatunek widłonoga z rodziny Cyclopidae.

## Systematyka
W 1855 roku R.L. King nadał temu gatunkowi nazwę Cyclops australis, stwierdzając tylko, że występuje we wszystkich australijskich stawach. Autor nie przedstawił jednak żadnego opisu gatunku, w związku z tym nazwa Cyclops australis King, 1855 traktowana jest jako nomen nudum. W 1896 roku gatunek opisał norweski hydrobiolog Georg Ossian Sars, wykorzystując nadaną przez Kinga nazwę. W 1985 roku D.W. Morton wprowadził rodzaj Australocyclops i wyznaczył Cyclops australis na jego gatunek typowy.